# ルーベン・アガンベギャン

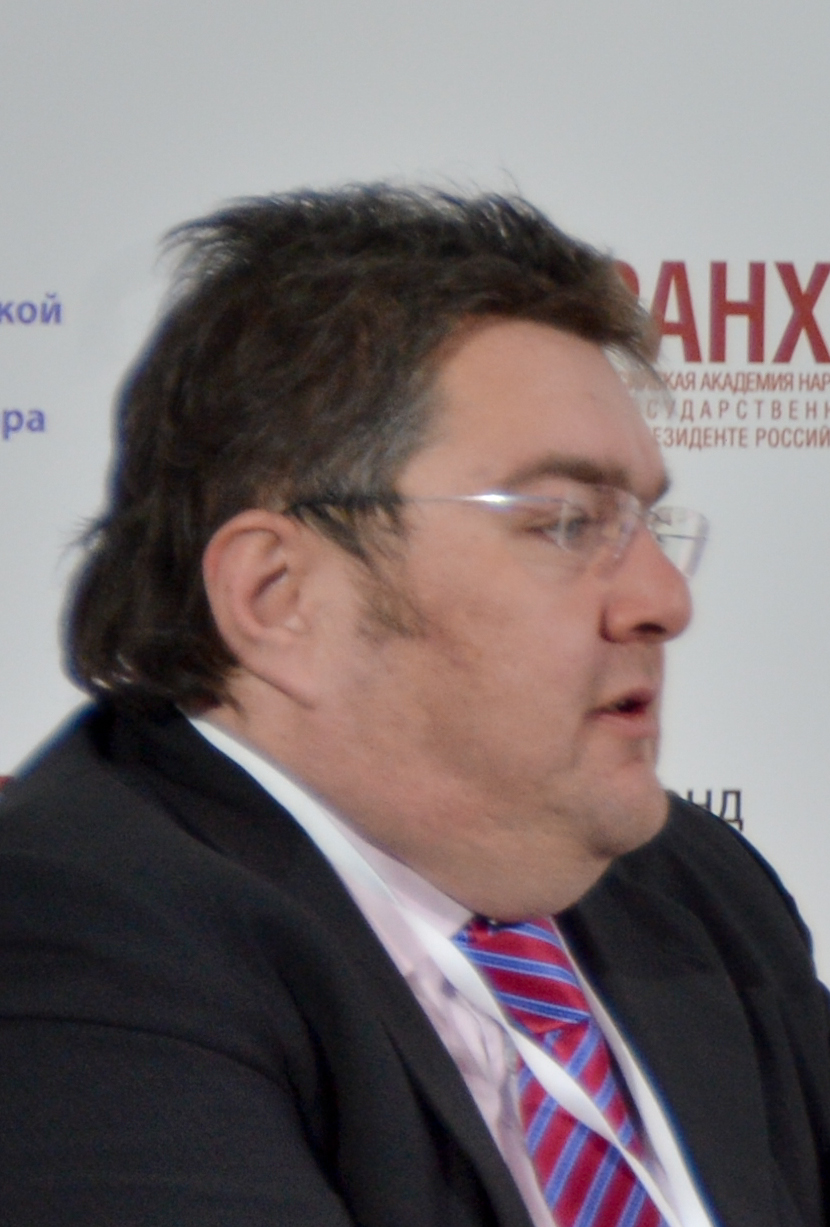
2014

ルーベン・アガンベギャン （ロシア語: Рубен Абелович Аганбегян、1972年 - ）はロシアのエコノミスト。
ソ連の著名な経済学者アベル・アガンベギャンの息子でもあり、モスクワ銀行間通貨取引所社長などの経歴をもつ。

## 略歴
ノヴォシビルスク生まれ。モスクワ州立法律アカデミーを卒業後、1990年から2000年代にかけて、米PwC法律事務所、英クリフォード・チャンス法律事務所、クレディスイスファーストボストン（金融業）、露トロイカ・ディアローグ投資銀行などに勤め、2009年にはルネッサンス・キャピタル投資銀行の社長に就任、2010年7月からはモスクワ銀行間為替取引所（MICEX）の社長をつとめた。
2011年12月にモスクワ銀行間通貨取引所（MICEX）がロシア取引システム（RTS）と統合し新たに「MICEX-RTS証券取引所（現モスクワ証券取引所）」が誕生すると、その初代社長兼最高経営責任者に就任したが、翌2012年10月同取引所から投資会社アトクリーティエ社に移籍したと報じられた。